# Markkleeberg
Markkleeberg é um município da Alemanha, situado no distrito de Leipzig, no estado da Saxônia. Tem 31,36 km² de área, e sua população em 2019 foi estimada em 24.748 habitantes.